# Jerzy Botkiewicz
Jerzy Botkiewicz (ur. ok. 1655 w Warszawie, zm. po 1725 w Kolonii Przylądkowej) – polski emigrant, żołnierz, myśliwy, eksplorator, jeden z pionierów europejskiego osadnictwa w Południowej Afryce. W dokumentach występuje jako Jurgen (Juriaen) Botkewitz (Botkiviet, Potkiviet, Potkievit). Do Kolonii Przylądkowej przybył w lipcu 1676 r. na pokładzie holenderskiego okrętu „Wapen van Zierikzee”. Do 1692 r. służył jako żołnierz w kapsztadzkim garnizonie holenderskiej Kompanii Wschodnioindyjskiej. Później uzyskał status osadnika. Źródłem jego utrzymania stało się myślistwo i eksploatacja soli. W 1707 r. uzyskał koncesje na prowadzenie tego typu działalności w rejonie wzgórza Graauwen. Kilka miesięcy później rozszerzono ją na obszar gór Piketbergen, stanowiących północne pogranicze ówczesnej Kolonii. Zatrudniony był także jako cywilny pracownik Kompanii Wschodnioindyjskiej. Na początku września 1707 r. został napadnięty w swym domu przez dwóch zbiegłych niewolników. Pomimo ciężkich ran przeżył i był świadkiem w procesie napastników. Ostatnia wzmianka o nim pochodzi z 1725 r. Prawdopodobnie do końca życia pozostał w Kolonii Przylądkowej, stając się jednym z kilkuset współtwórców nowej południowoafrykańskiej społeczności pochodzenia europejskiego (Afrykanerzy, Burowie, Koloredzi).